# Mount Repose
Mount Repose és una concentració de població designada pel cens dels Estats Units a l'estat d'Ohio. Segons el cens del 2000 tenia 4.102 habitants.

## Demografia
Segons el cens del 2000, Mount Repose tenia 4.102 habitants, 1.481 habitatges, i 1.158 famílies. La densitat de població era de 812,2 habitants/km².
Dels 1.481 habitatges en un 41,1% hi vivien nens de menys de 18 anys, en un 66,7% hi vivien parelles casades, en un 8,1% dones solteres, i en un 21,8% no eren unitats familiars. En el 18,6% dels habitatges hi vivien persones soles el 7,5% de les quals corresponia a persones de 65 anys o més que vivien soles. El nombre mitjà de persones vivint en cada habitatge era de 2,77 i el nombre mitjà de persones que vivien en cada família era de 3,18.
Per edats la població es repartia de la següent manera: un 28,7% tenia menys de 18 anys, un 7,3% entre 18 i 24, un 32,4% entre 25 i 44, un 23,4% de 45 a 60 i un 8,2% 65 anys o més.
L'edat mediana era de 34 anys. Per cada 100 dones de 18 o més anys hi havia 94,2 homes.
La renda mediana per habitatge era de 56.019 $ i la renda mediana per família de 62.770 $. Els homes tenien una renda mediana de 42.520 $ mentre que les dones 31.448 $. La renda per capita de la població era de 21.303 $. Aproximadament el 3,3% de les famílies i el 5,1% de la població estaven per davall del llindar de pobresa.

## Poblacions més properes
El següent diagrama mostra les poblacions més properes.